# Mitchel Steenman

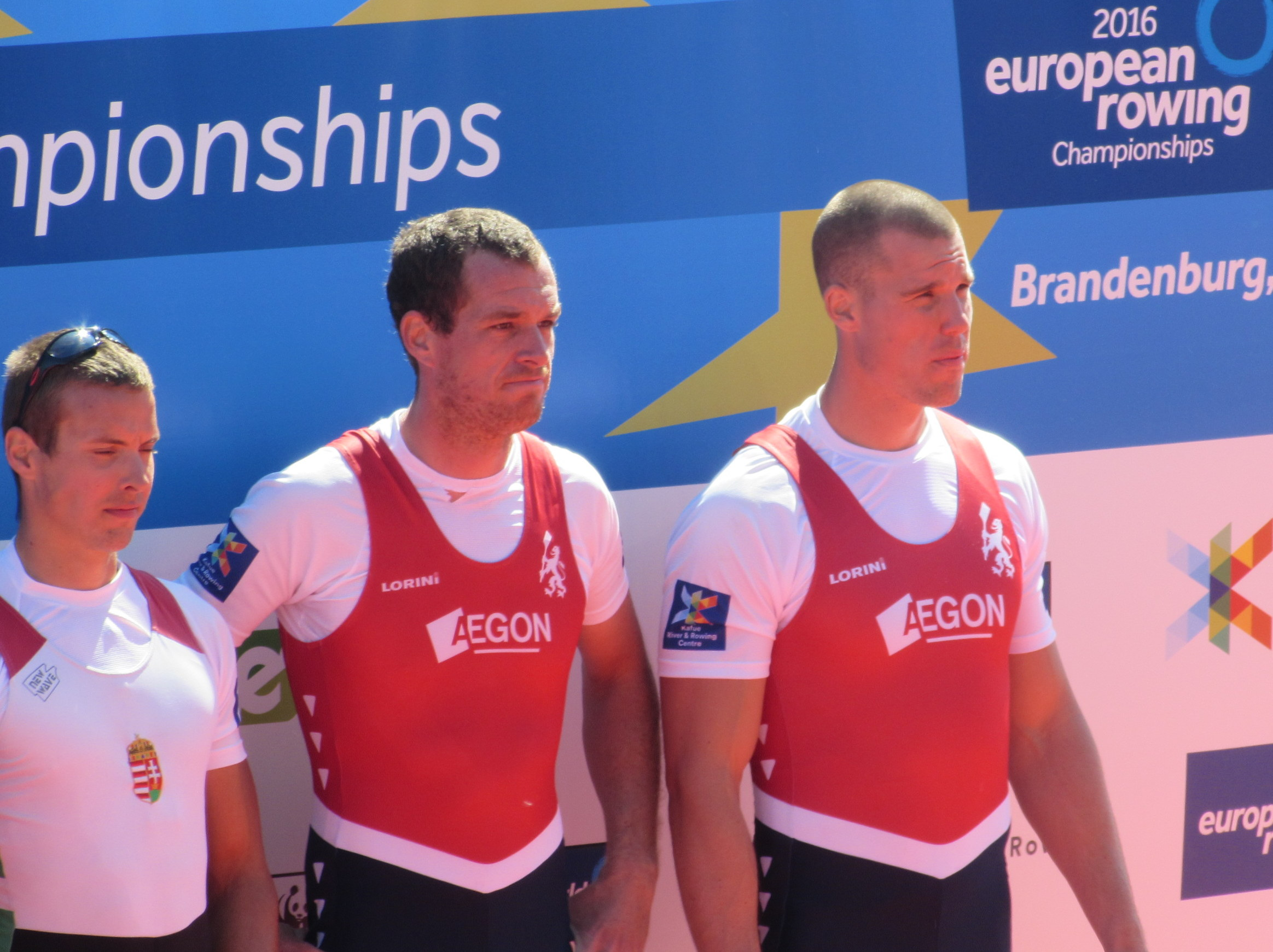
Mitchel Steenman und Roel Braas (rechts), Siegerehrung EM 2016

Mitchel Steenman (* 17. Juni 1984 in Dirksland) ist ein niederländischer Ruderer.
Steenman erreichte 2001 im Zweier ohne Steuermann das Finale bei den Junioren-Weltmeisterschaften und belegte den sechsten Platz, im Jahr darauf erreichte er mit dem Vierer ohne Steuermann den vierten Platz. Bei den U23-Weltmeisterschaften 2005 siegte Steenman mit Olaf van Andel im ungesteuerten Zweier. In der Erwachsenenklasse startete Steenman 2005 erstmals im Ruder-Weltcup und belegte mit dem Achter zweimal den vierten Platz, bei den Weltmeisterschaften fuhr der niederländische Achter auf den achten Rang. 2006 ruderten Steenman und van Andel auch im Weltcup im Zweier ohne Steuermann. Nach Platz 14 bei den Weltmeisterschaften 2006 kehrte Steenman 2007 in den Achter zurück und belegte den zehnten Platz bei den Weltmeisterschaften in München. Nachdem der niederländische Achter in der Weltcup-Saison 2008 zweimal nur das B-Finale erreicht hatte, konnte sich die Crew bei den Olympischen Spielen in Peking steigern und belegte den vierten Platz. Im Jahr darauf erreichte der niederländische Achter durchgehend das A-Finale, bei den Weltmeisterschaften gewann die Besatzung die Bronzemedaille. 2010 startete Steenman bei den internationalen Meisterschaften im Vierer ohne Steuermann, er belegte den achten Platz bei den Europameisterschaften und den elften Platz bei den Weltmeisterschaften. 2011 erreichte Steenman bei den Europameisterschaften den sechsten Platz im Einer.
2012 belegte Steenman mit dem niederländischen Achter den fünften Platz bei den Olympischen Spielen. Zum Ausklang der Olympiasaison siegte Steenman bei den Europameisterschaften mit Rogier Blink im Zweier ohne Steuermann. Im Jahr darauf gewannen die beiden die Bronzemedaille bei den Europameisterschaften und bei den Weltmeisterschaften. Nach der Silbermedaille bei den Europameisterschaften 2014 verpassten die beiden Niederländer bei den Weltmeisterschaften 2014 in Amsterdam erstmals nach zwei Jahren wieder ein A-Finale und ruderten nur auf den zehnten Platz. 2015 wechselte Roel Braas zu Steenman in den Zweier. Mit einem vierten Platz bei den Weltmeisterschaften 2015 gelang den beiden die direkte Qualifikation für die Olympischen Spiele 2016. In die Olympiasaison 2016 starteten Braas und Steenman mit dem Gewinn der Bronzemedaille bei den Europameisterschaften 2016. Bei den Olympischen Spielen 2016 belegten die beiden Niederländer den achten Platz.